# Gosenice
Gosenice so veliki kovinski trakovi, ki se uporabljajo za premikanje težkih gradbenih strojev in nekaterih vojaških vozil (tanki, oklepniki, samovozne havbice). Gosenice pomagajo razporediti težo vozila na večjo površino kot kolesa, kar je zelo pomembno na razgibanem terenu. Slabosti gosenic so nizka hitrost premikanja (do 60 km/h) in povzročanje poškodb na cesti.